# Maison Defeld
La Maison Defeld est une réalisation de style Art nouveau située à Liège. Elle est l'œuvre de Victor Rogister, l'architecte liégeois le plus fécond en constructions de style Art nouveau en cité ardente. Elle a été construite en 1907.

## Situation
La Maison Defeld se trouve au no 19 de la rue Ernest de Bavière. Cette artère arborée qui occupe un côté de la place de l'Yser en Outremeuse est très représentative de l'Art nouveau à Liège. En effet, six immeubles de ce style y sont recensés aux numéros 4, 9 (Maison Henri Alexandre), 14, 15, 16/17 et 19.

## Description
Le bâtiment est composé de deux travées et de quatre niveaux. Il est tout à fait symétrique (à l'exception de la porte d'entrée). Les matériaux utilisés sont la pierre de taille et la brique rouge. Plusieurs lignes de pierre égaient harmonieusement la façade et se raréfient au gré de l'élévation de la construction.
Chaque baie vitrée des rez-de-chaussée, premier et troisième étages est rectangulaire mais un léger renflement de la partie supérieure et externe des encadrements en bois lui donnait un aspect faisant penser au style de la sécession viennoise. Malheureusement ces encadrements ont été remplacés par des fenêtres classiques. Les verres américains colorés ont également disparu. 

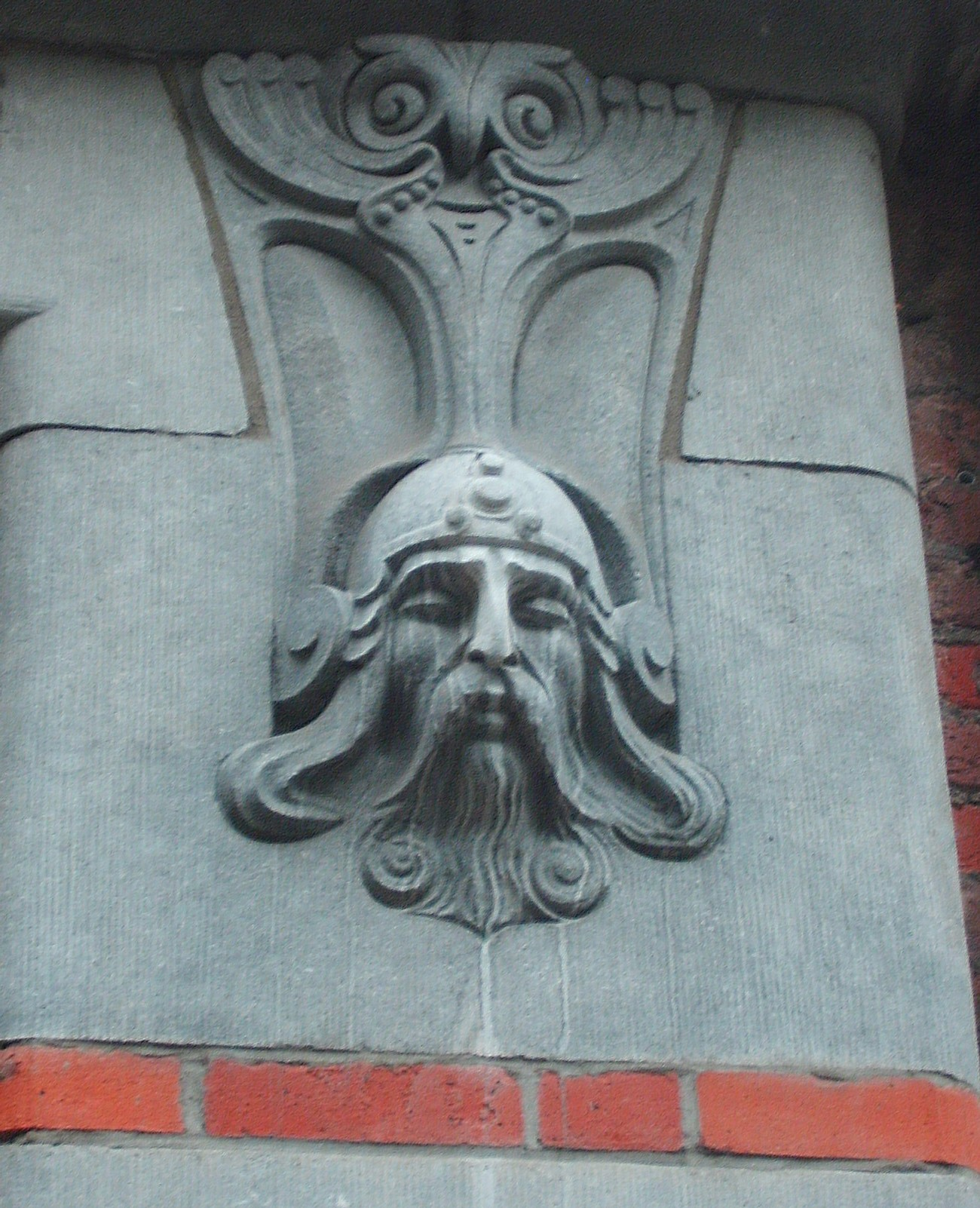
Maison Defeld : sculpture

### Rez-de-chaussée
Le rez-de-chaussée est de style néo-classique. Toutefois, on notera la présence de quatre sculptures en pierre de différentes têtes chevelues surmontées de chouettes stylisées. Sur toute la largeur de la façade, un cordon de pierre de taille sépare le rez-de-chaussée de l'étage supérieur.

### Premier et deuxième étages
Les deux niveaux centraux sont très originaux. Il s'agit de chaque côté d'un bow-window rentrant et courbe formé par un triplet de baies rectangulaires surmonté à l'étage supérieur par une baie vitrée formant un arc en plein cintre. Les petits bois de cette baie constituent un cercle lui-même découpé par d'autres petits bois horizontaux et verticaux. Chaque balconnet en fer forgé est courbe et constitué de six cercles percés par trois tiges horizontales et verticales.

### Troisième étage
Le dernier étage est composé de deux triplets de baies entourés dans leur partie supérieure de disques de pierre sculptés et de modillons en bois soutenant la corniche proéminente.

## Sources
- Alice Delvaille et Philippe Chavanne, L'Art nouveau en Province de Liège, 2002, pages 74/75,  (ISBN 2-87114-188-6)
- « Inventaire du patrimoine culturel immobilier - Maison Defeld », sur spw.wallonie.be (consulté le 10 mars 2019)